# Opava
Opava là một thành phố thuộc vùng Moravia-Silesia của Cộng hòa Séc. Thành phố có tổng diện tích 91 km2. Theo điều tra năm 2009 là 59.793 người.
Opava đã là thủ phủ trong lịch sử của Silesia Séc. Opava nằm trên đất đồi Opava (Czech: Opavská pahorkatina, một phần của các vùng đất thấp Silesia) trên sông Opava (trái nhánh của sông Oder) và Moravice sông (nhánh của sông Opava).
Opava lần đầu tiên được ghi nhận năm 1195. Nó nhận được quyền thành phố Magdeburg 1224 và làm thủ phủ của Silesia Bohemian và Lãnh địa cuối cùng Áo Opava.
Năm 1614, Karl I của Liechtenstein trở thành Công tước xứ Opava. Sau khi phần lớn Silesia đã được sáp nhập vào Vương quốc Phổ trong cuộc chiến tranh kế vị Áo sau khi 1740, Silesia lãnh thổ còn lại vẫn còn dưới sự kiểm soát của chế độ quân chủ Habsburg được biết đến như Áo Silesia với thủ phủ Troppau (1742-1918). Đại hội của Troppau đã diễn ra ở đây vào năm 1820.
Theo cuộc điều tra dân số Áo năm 1910, thành phố đã có 30.762 người, 29.587 người trong số họ có hộ khẩu thường trú ở đó. Điều tra dân số yêu cầu mọi người khai báo tiếng mẹ đẻ của họ, 27.240 (92%) nói tiếng Đức, 2039 (6,9%) nói tiếng Séc và 274 (0,9%) nói tiếng Ba Lan. Người Do Thái không được phép khai báo tiếng Yiddish, hầu hết trong số họ do đó tuyên bố Đức là ngôn ngữ mẹ đẻ của họ. Hầu hết các nhóm tôn giáo đông dân là người Công giáo La Mã với 28.379 (92,2%), tiếp theo Tin Lành với 1155 (3,7%) và người Do Thái với 1112 (3,6%). 
Sau khi đánh bại Áo-Hungary trong thế chiến I, Troppau trở thành một phần của Tiệp Khắc vào năm 1919 như Opava.